# District de Famagouste
Ne doit pas être confondu avec district de Gazimağusa.
Le district de Famagouste (en grec : Επαρχία Αμμόχωστου ; en turc : Gazimağusa İlçesi) est l'un des six districts qui divise officiellement la Chypre. Il couvre à l'origine la partie est l'île.
Il a pour chef-lieu la ville de Famagouste.

## Création du district turc de Gazimağusa

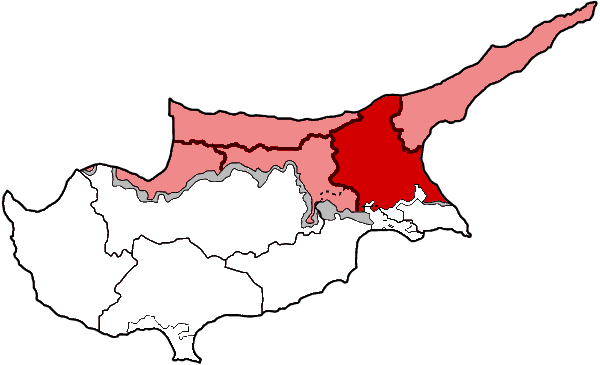
Le district turc de Gazimağusa (en marron) en sein de République turque de Chypre du Nord (RTCN) depuis 1974

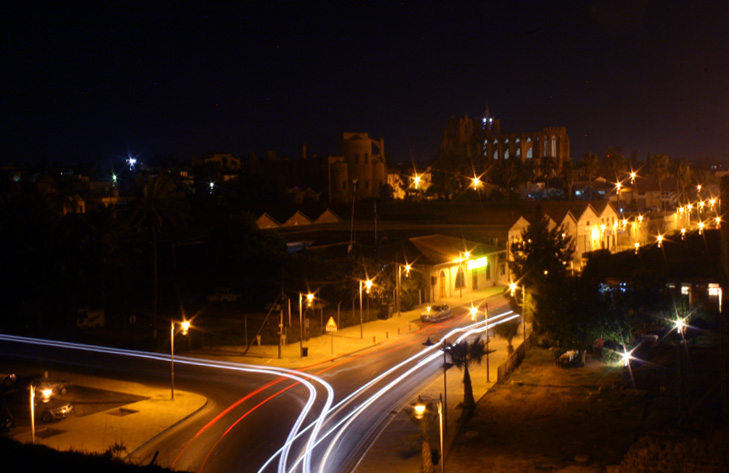
district

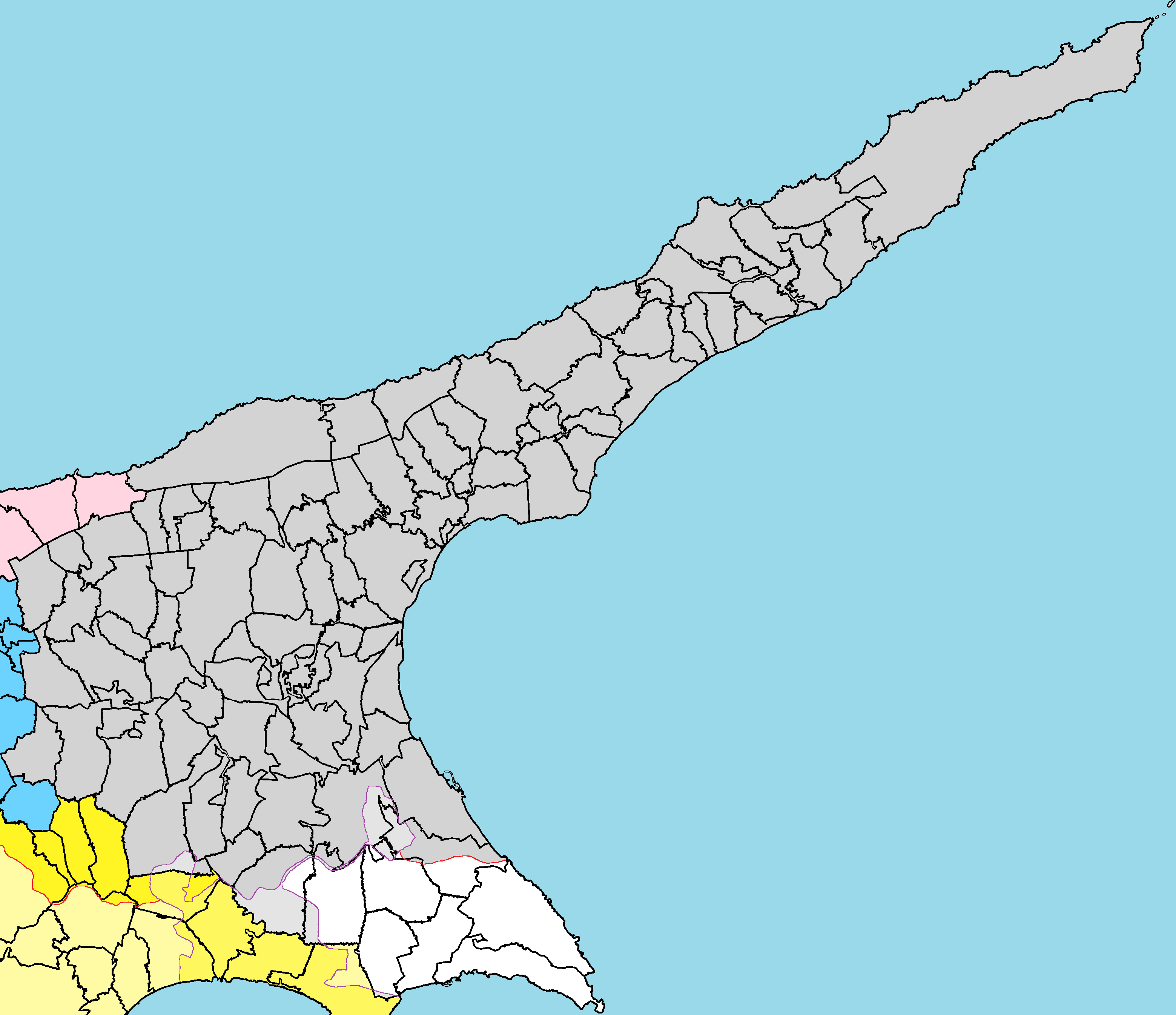
L'arrondissement de Famagouste est divisé en communes

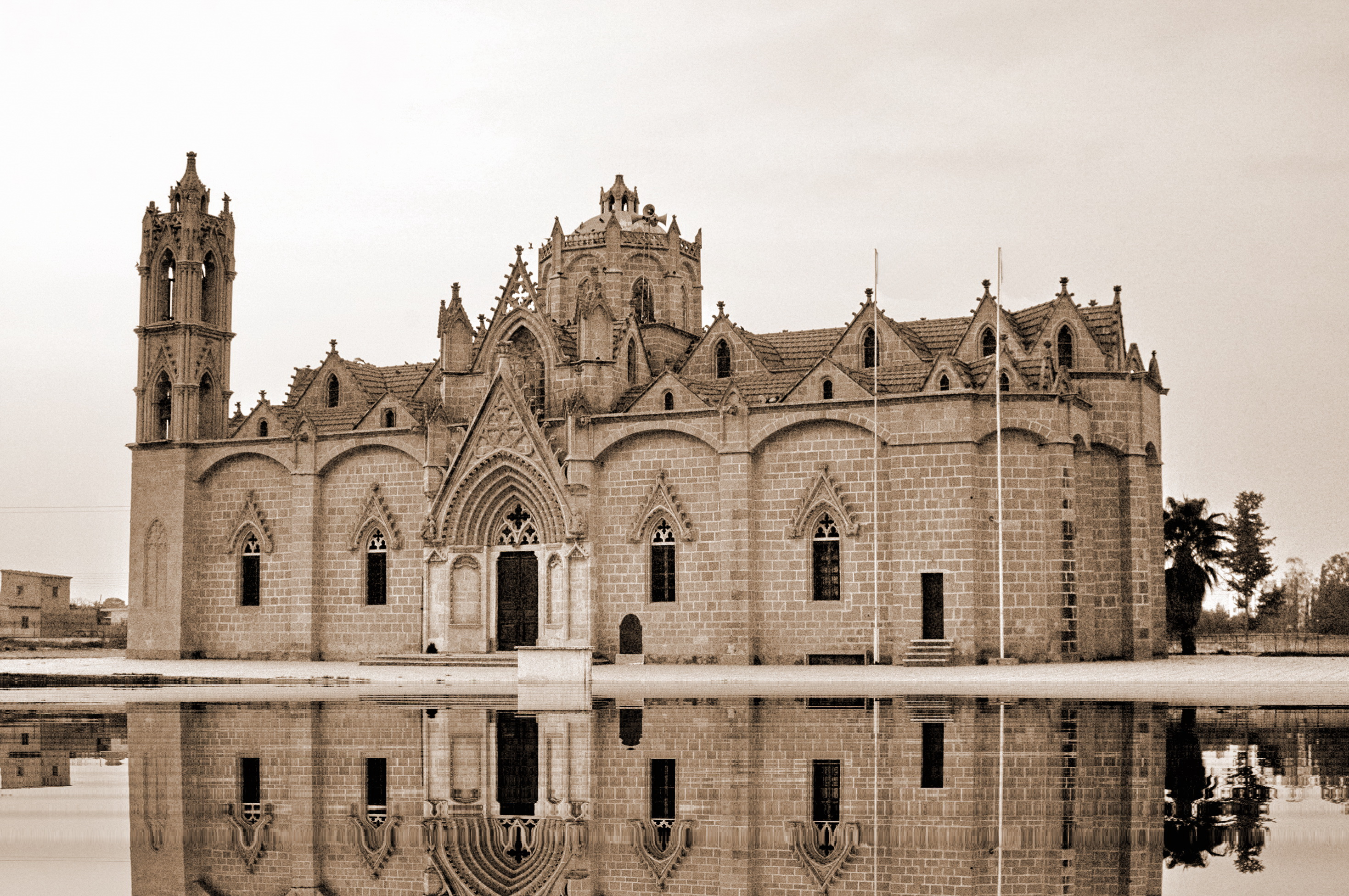
Église orthodoxe du village de Lisi

En 1974, à la suite de l'invasion de l'armée turque certains des districts chypriotes ont échappé (soit en partie, soit en totalité) au contrôle du gouvernement central hellénophone. Ce fut alors le cas pour une grande partie du District de Famagouste qui tomba sous la coupe de l'armée d'Ankara, à l'exception de plusieurs communes au sud de celui-ci qui restèrent sous le contrôle du gouvernement central chypriote.
Le Gouvernement de république turque autoproclamée de Chypre du Nord, décida alors de réorganiser unilatéralement son territoire, et rebaptisa le district sous le nom de : District de Gazimağusa (Gazimağusa est le nom turc de Famagouste). Cependant, à la suite de cette réforme, la péninsule de Karpas lui fut retirée pour constituer le district d'İskele. 
La majeure partie du district, y compris la ville principale, est contrôlée de facto par la Chypre du Nord, seule une petite zone au sud est administré par la République de Chypre. Cette partie sud du district compte 46 629 habitants. La partie nord du district de Famagouste correspond aux districts de Gazimağusa et İskele.
En raison de la petite taille, l'administration du district agit également en tant que représentant des résidents déplacés de la zone de facto.
Il y avait une population de 37 738 personnes en 2001, 44 800 en 2009 et 46 452 en 2011. Parmi eux, 37 016 personnes. - Grecs (79,7 %).
La température la plus chaude à Chypre a été mesurée dans la ville de Lefkoniko dans la région de Famagouste, pour être exact, 46,6 degrés Celsius, 1er août 2010.

## Municipalités
Selon le service statistique chypriote, le district de Famagouste comprend 90 municipalités et 8 villes.
- Acheritou
- Achna
- Afania
- Agia Trias
- Agios Andronikos (Topçuköy)
- Agios Andronikos
- Agios Chariton
- Agios Efstathios
- Agios Georgios
- Agios Iakovos
- Agios Ilias
- Agios Nikolaos
- Agios Sergios
- Agios Symeon
- Agios Theodoros
- Akanthou
- Aloda
- Angastina
- Ardana
- Arnadi
- Artemi
- Asha
- Avgolida
- Avgorou
- Ayia Napa
- Bogazi
- Davlos
- Deryneia
- Enkomi
- Eptakomi
- Famagusta
- Flamoudi
- Frenaros
- Gaidouras
- Galateia
- Galinoporni
- Gastria
- Genagra
- Gerani
- Gialousa
- Goufes
- Gypsou
- Kalopsida
- Knodara
- Koilanemos
- Koma tou Gialou
- Komi Kebir
- Kontea
- Kornokipos
- Koroveia
- Kouklia
- Krideia
- Lapathos
- Lefkoniko
- Leonarisso
- Limnia
- Liopetri
- Livadia
- Lysi
- Lythrangomi
- Makrasyka
- Mandres
- Maratha
- Marathovounos
- Melanagra
- Melounta
- Milia
- Monarga
- Mousoulita
- Neta
- Ovgoros
- Paralimni
- Patriki
- Peristerona
- Perivolia
- Pigi
- Platani
- Platanissos
- Prastio
- Psyllatos
- Pyrga
- Rizokarpaso
- Santalaris
- Sinta
- Sotira
- Spathariko
- Strongylos
- Stylloi
- Sygkrasi
- Tavros
- Trikomo
- Trypimeni
- Tziaos
- Vasili
- Vathylakas
- Vatili
- Vitsada
- Vokolida